# Grzegorz Rasiak
Grzegorz Rasiak (ur. 12 stycznia 1979 w Szczecinie) – polski piłkarz, który występował na pozycji napastnika. Reprezentant Polski. Uczestnik Mistrzostw Świata 2006.

## Kariera piłkarska

### Polskie kluby
Grzegorz Rasiak karierę piłkarską zaczynał w Olimpii Poznań. Kolejnymi jego klubami były SKS 13 Poznań i MSP Szamotuły. W sezonie 1996/97 zaczął grać w Warcie Poznań, gdzie spędził ponad dwa lata. Następną drużyną Rasiaka był GKS Bełchatów. W sezonie 2000/01 grał w Odrze Wodzisław, po roku przeszedł do klubu, z którym odnosił największe sukcesy – do Dyskobolii Grodzisk Wlkp. Przez trzy sezony grania w Grodzisku zagrał 66 spotkań, w których strzelił łącznie 34 gole. Tworzył z Andrzejem Niedzielanem parę bramkostrzelnych napastników.

### Derby County
W 2004 roku pozyskał go włoski klub AC Siena. Okazało się, że Rasiak nie mógł grać, bowiem przekroczony został już limit obcokrajowców w kadrze zespołu. Ostatecznie trafił do angielskiego klubu ligi Championship (odpowiednik 1. ligi) – Derby County. W pierwszym sezonie w Anglii strzelił 16 bramek w 35 meczach.

### Tottenham Hotspur
31 sierpnia 2005 roku (w ostatnim dniu tzw. „okienka transferowego”) został zawodnikiem Tottenhamu Hotspur FC, klubu Premier League. Nie znalazł uznania u ówczesnego trenera Martina Jola i rozegrał zaledwie osiem niepełnych spotkań.

### Southampton FC
W lutym 2006 został wypożyczony do drugoligowego Southampton F.C., gdzie miał okazję grać z innymi Polakami: Bartoszem Białkowskim i Markiem Saganowskim. 2 maja 2006 definitywnie podpisał 2-letni kontrakt z Southampton i przeszedł do tego klubu za 2 mln funtów.

### Bolton Wanderers
W sezonie 2007/2008 Rasiak był wypożyczony do grającego w Premier League Bolton Wanderers. Zadebiutował w przegranym 1:3 meczu przeciwko Liverpoolowi. Rozegrał zaledwie siedem spotkań, w których nie strzelił bramki.

### Watford FC
W sezonie 2008/2009 został ponownie wypożyczony z Southampton tym razem do zespołu 2 ligi angielskiej Championship, Watford F.C., w którym mimo kontuzji rozegrał kolejny udany sezon. Jedna z bramek zdobyta przez piłkarza, strzelona w marcu drużynie Charlton Athletic na 2:2, została uznana Bramką Sezonu 2008/2009 drużyny Watford.

### Reading FC
Na sezon 2009–2010 Grzegorz Rasiak powrócił z wypożyczenia do Southampton, który to klub spadł z Ligi Championship do League One. Rozegrał 4 niepełne spotkania w których nie strzelił bramki. Pod koniec sierpnia 2009 r. podpisał dwuletni kontrakt z zespołem Reading F.C. występującym w Lidze Championship.

### AEL Limassol
28 sierpnia 2010 podpisał dwuletni kontrakt z cypryjską drużyną AEL Limassol. W kwietniu 2011 rozwiązał kontrakt z klubem.

### Jagiellonia Białystok
Po siedmiu latach występów na zagranicznych boiskach Rasiak 27 września 2011 podpisał kontrakt z grającą w polskiej ekstraklasie Jagiellonią Białystok obowiązujący do 30 czerwca 2013. Zadebiutował w niej 3 grudnia 2011 w meczu z Podbeskidziem Bielsko-Biała, przegranym przez Jagiellonię 0:2. 11 grudnia 2011 w drugim meczu w barwach Jagiellonii Rasiak strzelił swoją pierwszą bramkę dla nowego klubu, a jednocześnie zwycięską w wygranym przez białostoczan 1:0 wyjazdowym meczu z Lechią na PGE Arena Gdańsk. Był to zarazem jego pierwszy od 7 lat gol w polskiej ekstraklasie.

### Lechia Gdańsk
Od końca września 2011 roku Rasiak grał w Jagiellonii Białystok z dniem 18 czerwca 2012 rozwiązał umowę z białostockim klubem za porozumieniem stron. W czerwcu 2012 roku związał się z Lechią Gdańsk, w której w sezonie 2012/13 rozegrał 13 spotkań ligowych w ekstraklasie i strzelił 4 gole. 6 czerwca 2013 roku Lechia Gdańsk poinformowała, że wygasający z końcem miesiąca kontrakt z napastnikiem nie został przedłużony.

### Warta Poznań
18 lipca 2013 podpisał dwuletni kontrakt z Wartą Poznań i tym samym po 15 latach powrócił do tego klubu. 3 maja 2014 roku Rasiak zerwał więzadła w stawie skokowym w meczu z UKP Zielona Góra, co spowodowało, że do końca sezonu nie wybiegł na boisko. Jak się okazało, był to jego ostatni mecz w karierze.

## Reprezentacja Polski
W reprezentacji Polski Rasiak zadebiutował 10 lutego 2002 roku podczas meczu towarzyskiego z Wyspami Owczymi. Wtedy selekcjonerem reprezentacji był Jerzy Engel. Równo rok i cztery dni piłkarz musiał czekać na drugi mecz. Paweł Janas powołał go wtedy, gdyż świetną dyspozycję pokazywał w meczach Dyskobolii. Od tamtej pory był jednym z podstawowych zawodników kadry.
W 2005 roku został najlepszym piłkarzem Turnieju im. W. Łobanowskiego oraz królem strzelców tego turnieju (zdobył 3 bramki: 1 w półfinale z Serbią i Czarnogórą i 2 w finale z Izraelem).
Ostatni raz Grzegorz Rasiak został powołany do kadry 21 listopada 2007 r. przez selekcjonera Leo Beenhakkera, gdzie wystąpił w Belgradzie w meczu eliminacyjnym do Mistrzostw Europy 2008 w Austrii i Szwajcarii. Serbia zremisowała z Polską 2:2. Rasiak rozegrał pierwsze 45 minut.
Rozegrał w kadrze 37 meczów, strzelił 8 bramek.
Bramki w kadrze
- Polska -  Macedonia 3:0 (jedna) na 2:0 (w Splicie, Chorwacja) - 2003-02-14 - mecz towarzyski
- Polska -  Serbia i Czarnogóra 4:3 (jedna) na 2:0 (w Płocku) - 2003-11-16 - mecz towarzyski
- Polska -  Litwa 3:1 (jedna) na 1:1 (w Ta'Qali, Malta[14]) - 2003-12-14 - mecz towarzyski
- Polska -  Serbia i Czarnogóra 3:2 (jedna) na 2:1 (w Kijowie, Ukraina) - 2005-08-15 - Turniej im. W. Łobanowskiego - Półfinał
- Polska -  Izrael 3:2 (dwie) na 2:2 i 3:2 (w Kijowie, Ukraina) - 2005-08-17 - Turniej im. W. Łobanowskiego - Finał
- Polska -  Wyspy Owcze 4:0 (dwie) na 2:0 i 4:0 (we Wronkach) - 2006-05-14 - mecz towarzyski

## Życie prywatne
Po zawodowej karierze piłkarskiej w 2018 r. zaczął grę w krakowskiej amatorskiej lidze FLS (Futbolowa Liga Szóstek). Jest ambasadorem młodzieżowych turniejów piłkarskich takich jak Api Cup w 2018 w Zakopanem. Zawodowo zajmuje się pośrednictwem w transferach piłkarzy, prowadzi agencję menadżerską. Współpracował m.in. przy transferze Pawła Jaroszyńskiego z Cracovii do Chievo Verona. Ma dwójkę dzieci: córkę i syna, który również rozpoczął karierę piłkarską.